# Mauritius International 1991
Die Mauritius International 1991 im Badminton fanden als offene internationale Meisterschaften von Mauritius fanden vom 28. bis zum 29. September 1991 statt.

## Sieger und Platzierte
| Disziplin    | Gold                               | Silber                           | Bronze                                   |
| ------------ | ---------------------------------- | -------------------------------- | ---------------------------------------- |
| Herreneinzel | Tamuno Gibson                      | Agarawu Tunde                    | Jean-Michel Duverge                      |
| Herreneinzel | Tamuno Gibson                      | Agarawu Tunde                    | Gilles Allet                             |
| Dameneinzel  | Martine de Souza                   | Obiageli Olorunsola              | Dayo Oyewusi                             |
| Dameneinzel  | Martine de Souza                   | Obiageli Olorunsola              | Vandanah Seesurun                        |
| Herrendoppel | Tamuno Gibson Agarawu Tunde        | Gilles Allet Siven Gooriah       | Beelall Bhurtun James Moon Lin Lan       |
| Herrendoppel | Tamuno Gibson Agarawu Tunde        | Gilles Allet Siven Gooriah       | Dave Saunders Ajit Verma                 |
| Damendoppel  | Martine de Souza Vandanah Seesurun | Obiageli Olorunsola Dayo Oyewusi | Cathy Foo Kune Marie-Josephe Jean-Pierre |
| Damendoppel  | Martine de Souza Vandanah Seesurun | Obiageli Olorunsola Dayo Oyewusi | Tania Aboobakar Sarmilla Goorye          |
| Mixed        | Tamuno Gibson Obiageli Olorunsola  | Dayo Oyewusi Agarawu Tunde       | Siven Gooriah Cathy Foo Kune             |
| Mixed        | Tamuno Gibson Obiageli Olorunsola  | Dayo Oyewusi Agarawu Tunde       | James Moon Lin Lan Vandanah Seesurun     |